# LG G3
LG G3 – smartfon marki LG zaprezentowany 27 maja 2014 roku.

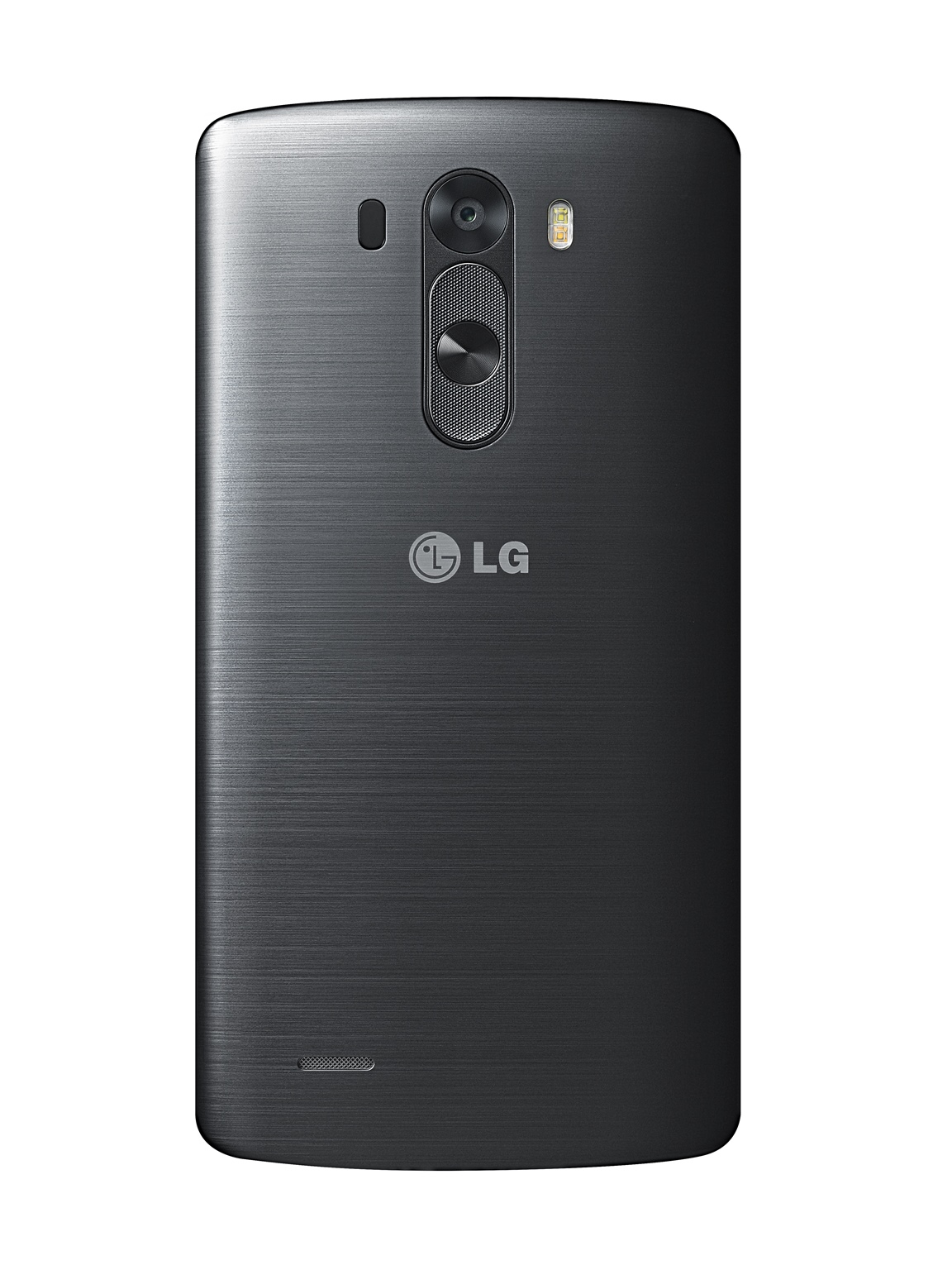
Tył urządzenia

## Specyfikacja techniczna

### Wyświetlacz
LG G3 posiada ekran o przekątnej 5,5 cala o rozdzielczość QHD (1440x2560 px), co daje zagęszczenie 534 ppi.

### Aparat fotograficzny
Aparat znajdujący się w telefonie ma 13 Mpix. LG po raz pierwszy w kamerze swojego telefonu zastosowało laserowy autofokus. Umożliwia on bardzo szybkie robienie zdjęć. Przednia kamera ma rozdzielczość 2,1 Mpix z funkcją rozpoznawania gestów do łatwiejszego robienia selfie.

### Komunikacja
SMS, MMS, IM, Email.

### Akumulator
Akumulator ma pojemność 3000 mAh. Po pełnym naładowaniu baterii można prowadzić nieprzerwane rozmowy przez 24,54 h. Czas przeglądania stron internetowych wynosi 6,40 h, czas oglądania filmów wynosi 9,57 h, natomiast przy 1 godzinie rozmów, 1 godzinie oglądanie filmów i 1 godzinie przeglądania stron internetowych telefon wytrzymuje 69 godzin.

### Pamięć
Telefon ma fabrycznie wbudowane 16 GB lub 32 GB pamięci (w zależności od wersji). Pamięć można rozszerzyć kartami microSD do 128 GB.

### Złącza
W telefonie znajduje się złącze microUSB, które jest połączone z HDMI slim port, wyjście słuchawkowe, czytnik kart micro-SIM oraz czytnik kart microSD.

### Podzespoły
Telefon jest wyposażony w czterordzeniowy procesor Qualcomm Snapdragon 801 o taktowaniu 2,5 GHz, układ graficzny Adreno 330, 2 GB lub 3 GB (w zależności od wersji) pamięci RAM.

## Design
Na przedniej części znajduje się wyświetlacz. Na górnej krawędzi znajduje się nadajnik podczerwieni, natomiast na dolnej złącze microUSB połączone ze złączem HDMI slim port oraz wyjście słuchawkowe. Na tylnej stronie znajdują się trzy przyciski fizyczne oraz aparat fotograficzny, a obok niego dwie diody LED i laser autofokusa. Laserowy autofokus (według producenta) potrzebuje ułamka sekundy, aby złapać ostrość.

## Software
LG G3 seryjnie jest wyposażony w system operacyjny Android w wersji 4.4.2 (KitKat). Istnieje możliwość zaktualizowania systemu do wersji 6.0 (Marshmallow).